# Ніколя Орезм
Ніколя Оре́зм (Нікола Орезмський, Нікола д'Орем, Nicolas Oresme, Nicholas Oresme, Nicole Oresme, *до 1330, Нормандія — 11 липня 1382, Лізьє, Франція) — один з найвідоміших французьких природознавців і філософів XIV ст., єпископ, математик, фізик, астроном та економіст.

## Біографія
В 1348 році Ніколя Орезм став студентом теології у Наварському колежі в Парижі, а за 8 років навчання він був уже головним магістром цього навчального закладу. До нього прихильно ставилася королівська родина — Ніколя став вихователем дофіна, майбутнього короля Франції Карла V.
У 1361 році Ніколя Орезм був архідияконом у Байє, в 1362 — каноніком у Руані. В 1370—77 роках на замовлення короля він перекладав праці Аристотеля з латини французькою мовою. В 1377 році він був обраний єпископом Лізьє, де й проживав до своєї смерті.

## Наукова діяльність
Разом з Вільямом Оккамом і Жаном Буриданом Ніколя Орезм вважався одним з найшанованіших викладачів і мислителів свого часу. Крім занять теологією й своєї діяльності при королівському дворі він займався природничими роботами. Він був рішучим супротивником астрології і одержав популярність завдяки своїм перекладам античних праць французькою мовою й викладацькому даруванню.
Орезмського іноді намагаються представити родоначальником сучасних природничих наук. Нібито це він відкрив геліоцентричну модель Сонячної системи до Коперника, закони гравітації до Галілея і аналітичну геометрію до Декарта. Це є явним перебільшенням, оскільки, незважаючи на критику деяких положень вчення Аристотеля, Ніколя Орезм все-таки належить до представників традиційної схоластики.
Однак деякі висновки Ніколя Орезма в галузі природознавства були по-справжньому революційні для свого часу. На противагу традиційній доктрині він визнавав можливим у науці розгляд і обговорення альтернативних висновків. У своїй праці «Книга про небо і світ» він обговорює питання про можливість пояснення добового обертання небесної сфери обертанням Землі навколо осі, на противагу постулату Арістотеля про обертання Космосу навколо Землі. Таку можливість він знаходить досить імовірною, оскільки на його думку аргументи Арістотеля на користь нерухомості Землі були недостатньо переконливі: «Легше уявити собі обертання самої Землі, ніж обертання навколо неї величезної зоряної сфери». Він дає наступний опис руху Землі, споглядаючи збоку:
|  | Якби людина, що опинилася на небі, могла ясно бачити Землю і її гори, долини, ріки, міста й за́мки, то їй здалося б, що земля обертається добовим обертанням, точно так само, як нам на землі здається, що небеса рухаються. |

Ніколя Орезм послідовно розглядає всі емпіричні доводи проти обертання Землі, що викладені в працях Птолемея і вважає їх хибними. Він робить висновок, що 
|  | ніяким досвідом [експериментом] не можна довести, що небо рухається у своєму денному русі, а Земля залишається нерухомою |

При цьому він розглядає як приклад випадок з кораблем, що рухається:
|  | Подібним чином, якби повітря було закритим у судні, що рухається, то людині, оточеній цим повітрям, здалося б, що повітря не рухається [...]. Якби людина перебувала в кораблі, що рухається з великою швидкістю на схід, не знаючи про цей рух, і якби вона витягнула руку прямо вздовж щогли корабля, то їй здалося б, що її рука робить прямолінійний рух; точно так само, згідно з цією теорією, ми уявляємо, що те ж відбувається зі стрілою, коли ми пускаємо її вертикально вгору або вертикально вниз. Усередині корабля, що рухається з великою швидкістю на схід, можуть мати місце всі види руху: поздовжній, поперечний, униз, нагору, у всіх напрямках — і вони видадуться точно такими ж, як тоді, коли корабель нерухомий. |

Тут досить ясно сформульований принцип відносності в тому ж вигляді, що й у Галілея в XVII сторіччі. Проте, остаточний вердикт Ніколя Орезма про можливість обертання Землі був негативним, очевидно, під впливом церковної ортодоксії.
Новою для свого часу була ідея Орезма про те, що рух планет визначений не богом, що створив Землю, а рівновагою природних сил. З іншого боку, Ніколя Орезм дотримувався традиційних уявлень про розподіл світу на підмісячний і небесний і про рушійну силу інтелекту.
Ніколя Орезм намагався застосовувати математичні пояснення до природних явищ. Так, наприклад, він використовував графіки для числового запису кількісних змін, відповідаючи на запитання про те, що гарячіше: один літр окропу або п'ять літрів теплої води. На осі абсцис він вказував кількість води, а на осі ординат — температуру.
Ніколя Орезм вніс свій внесок в економічну теорію, а точніше в грошову політику. У своїй роботі «Про походження, сутність і обіг грошей» він висунув ідею про те, що право карбувати гроші належить не суверену, а народу. Тим самим він протистоїть зростальній тенденції європейських правителів вирішувати свої фінансові проблеми за рахунок інфляції.
Як натураліст Ніколя Орезм шукав природні, а не надприродні причини природних явищ, що відбуваються. Такий підхід Орезма особливо чітко простежується в його інвективах.
Ніколя Орезм був видатним ученим і представником філософії Раннього Відродження, що своїми працями вплинув на Ніколауса Кузануса, Коперника, Галілея і Декарта.